# 意大利盾章

意大利盾章

意大利盾章（Scudetto）在意大利语中意为“小盾牌”，是意大利体育界彰显某一俱乐部卫冕冠军身份的装饰。1920年代，意大利国家协会制足球联赛（1929年更名为意大利足球甲级联赛）的卫冕冠军俱乐部首先开始使用小盾牌，其中，最先佩戴小盾牌的是热那亚板球与足球俱乐部（1924年）。后来，其它意大利体育俱乐部也开始用小盾牌彰显卫冕冠军身份。
另外，“小盾牌”还可指代意甲冠军奖杯，说“赢得了小盾牌”，意思就等同于“赢得了意甲冠军”。

## 起源

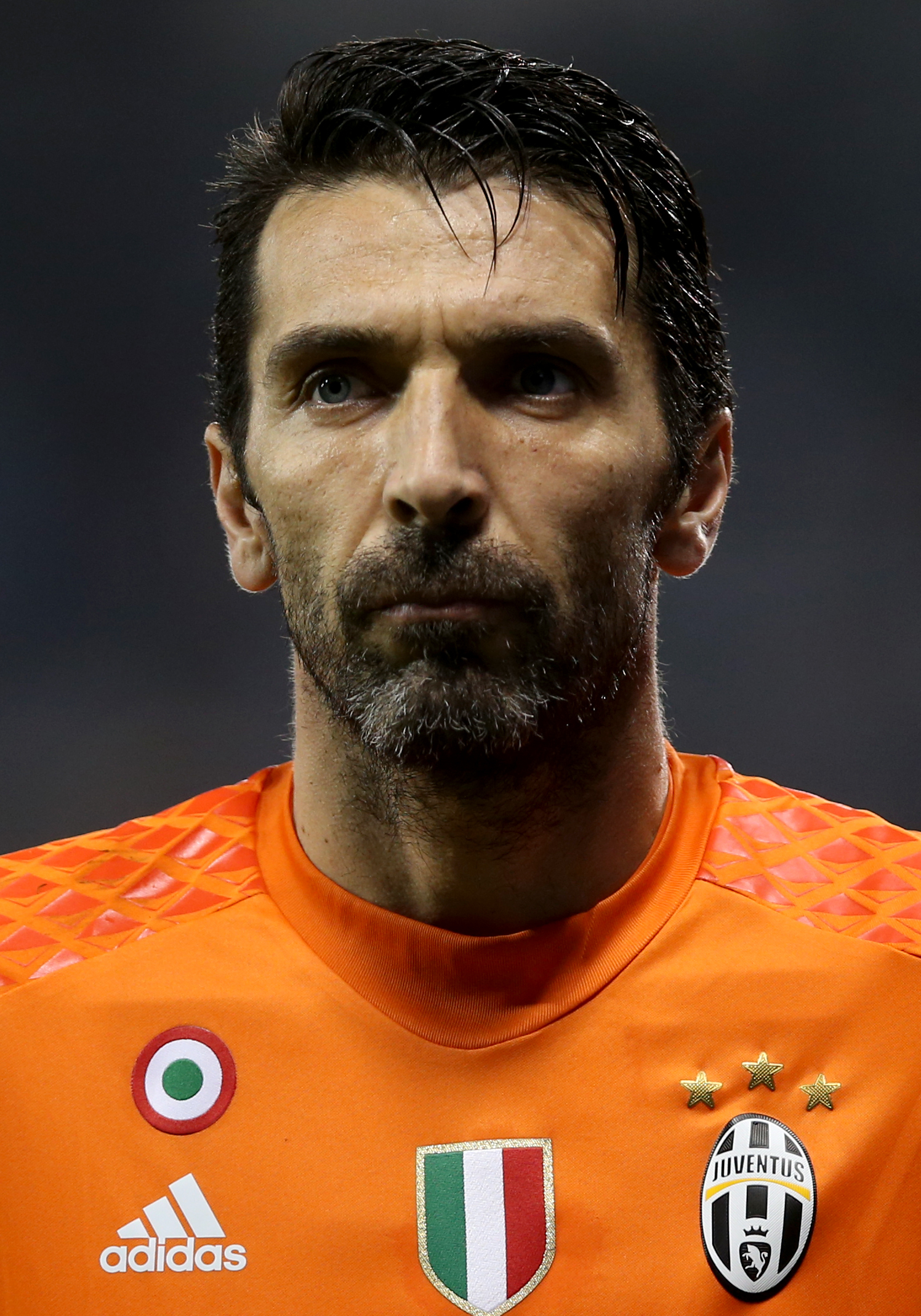
2016年，跟隨尤文图斯足球俱乐部奪冠的詹路易吉·布冯球衣上有意大利盾章

各方资料基本都认同这个说法，即小盾牌的创始人是意大利诗人、剧作家加布里埃尔·邓南遮。邓南遮在青年时代十分热衷足球，1887年，他从伦敦带回了一个皮革足球，这个球的生产商正是英格兰足球联赛的足球供应商。回国后，邓南遮曾与朋友一同在家乡佩斯卡拉的海滩上踢球。
1920年，前奥匈帝国城市阜姆（今克罗地亚城市里耶卡）被意大利吞并，邓南遮提出，当地的足球队应以意大利主权为上，其次再考虑城市身份，应该在球衣上佩戴象征意大利身份的绿白红三色盾章。
1924年，意大利足球總會批准了卫冕冠军在球衣上佩戴小盾牌的提议。从此，小盾牌就成了意大利几乎所有体育项目中的卫冕冠军身份的象征。
意大利橄榄球联赛（Top10，曾名为Top12）也在1928年采纳了小盾牌，卫冕冠军队伍会在球衣上佩戴三色盾章。